# Gara Bod
Gara Bod este o haltă de mișcare de pe raza Regionalei CFR Brașov, aflată în localitatea Colonia Bod, județul Brașov, România. Se află între stațiile Feldioara și Stupini. 
A fost construită odată cu Calea ferată Teiuș–Brașov în secolul al XIX-lea. 
În apropierea ei se află și Stația de emisie de la Bod.